# Sanjkanje na Olimpijskim igrama
Sanjkanje na Olimpijskim igrama prvi puta se je našlo u programu Zimskih olimpijskih igara u Innsbrucku 1964. godine, da bi nakon toga bio u programu svih do sada održanih Zimskih olimpijskih igara. Natjecanja u sanjkanju odvijaju se u diciplinama pojedinačno za žene i muškarce, te u paru. Iako je natjecanje u paru mješovito natjecanje, u pravilu su gotovo uvijek natječu timovi od dva muškarca.

## Osvajači odličja na OI u sanjkanju

### Muškarci pojedinačno
| Domaćin        | ZOI   | Zlato             | Srebro             | Bronca          |
| -------------- | ----- | ----------------- | ------------------ | --------------- |
| Innsbruck      | 1964. | Thomas Köhler     | Klaus Bonsack      | Hans Plenk      |
| Grenoble       | 1968. | Manfred Schmid    | Thomas Köhler      | Klaus Bonsack   |
| Sapporo        | 1972. | Wolfgang Scheidel | Harald Ehrig       | Wolfram Fiedler |
| Innsbruck      | 1976. | Dettlef Günther   | Josef Fendt        | Hans Rinn       |
| Lake Placid    | 1980. | Bernhard Glass    | Paul Hildgartner   | Anton Winkler   |
| Sarajevo       | 1984. | Paul Hildgartner  | Sergey Danilin     | Valery Dudin    |
| Calgary        | 1988. | Jens Müller       | Georg Hackl        | Yuri Kharchenko |
| Albertville    | 1992. | Georg Hackl       | Markus Prock       | Markus Schmidt  |
| Lillehammer    | 1994. | Georg Hackl       | Markus Prock       | Armin Zöggeler  |
| Nagano         | 1998. | Georg Hackl       | Armin Zöggeler     | Jens Müller     |
| Salt Lake City | 2002. | Armin Zöggeler    | Georg Hackl        | Markus Prock    |
| Torino         | 2006. | Armin Zöggeler    | Albert Demtschenko | Mārtiņš Rubenis |
| Vancouver      | 2010. | Felix Loch        | David Möller       | Armin Zöggeler  |

### Parovi
| Domaćin        | ZOI   | Zlato                                                             | Srebro                                | Bronca                                     |
| -------------- | ----- | ----------------------------------------------------------------- | ------------------------------------- | ------------------------------------------ |
| Innsbruck      | 1964. | Josef Feistmantl, Manfred Stengl                                  | Reinhold Senn, Helmut Thaler          | Walter Aussendorfer, Sigisfredo Mair       |
| Grenoble       | 1968. | Klaus Bonsack, Thomas Köhler                                      | Manfred Schmid, Ewald Walch           | Wolfgang Winkler, Fritz Nachmann           |
| Sapporo        | 1972. | Horst Hörnlein, Reinhard Bredow Paul Hildgartner, Walter Plaikner | nije dodijeljeno                      | Klaus Bonsack, Wolfram Fiedler             |
| Innsbruck      | 1976. | Hans Rinn, Norbert Hahn                                           | Hans Brandner, Balthasar Schwarm      | Rudolf Schmid, Franz Schachner             |
| Lake Placid    | 1980. | Hans Rinn, Norbert Hahn                                           | Peter Gschnitzer, Karl Brunner        | Georg Fluckinger, Karl Schrott             |
| Sarajevo       | 1984. | Hans Stangassinger, Franz Wembacher                               | Jevgenij Belousov, Aleksandr Beljakov | Jörg Hoffmann, Jochen Pietzsch             |
| Calgary        | 1988. | Jörg Hoffmann, Jochen Pietzsch                                    | Stefan Krausse, Jan Behrendt          | Thomas Schwab, Wolfgang Staudinger         |
| Albertville    | 1992. | Stefan Krausse, Jan Behrendt                                      | Yves Mankel, Thomas Rudolph           | Hansjörg Raffl, Norbert Huber              |
| Lillehammer    | 1994. | Kurt Brugger, Wilfried Huber                                      | Hansjörg Raffl, Norbert Huber         | Stefan Krausse, Jan Behrendt               |
| Nagano         | 1998. | Stefan Krausse, Jan Behrendt                                      | Chris Thorpe, Gordon Sheer            | Mark Grimmette, Brian Martin               |
| Salt Lake City | 2002. | Patric-Fritz Leitner, Alexander Resch                             | Mark Grimmette, Brian Martin          | Chris Thorpe, Clay Ives                    |
| Torino         | 2006. | Andreas Linger, Wolfgang Linger                                   | André Florschütz, Torsten Wustlich    | Gerhard Plankensteiner, Oswald Haselrieder |
| Vancouver      | 2010. |                                                                   |                                       |                                            |

## Tablica medalja
| Mjesto | Država                         | Zlato | Srebro | Bronca | Ukupno |
| ------ | ------------------------------ | ----- | ------ | ------ | ------ |
| 1.     | Njemačka Demokratska Republika | 13    | 8      | 8      | 29     |
| 2.     | Njemačka                       | 9     | 7      | 5      | 21     |
| 3.     | Italija                        | 7     | 4      | 4      | 15     |
| 4.     | Australija                     | 4     | 5      | 7      | 16     |
| 5.     | Njemačka                       | 2     | 2      | 1      | 5      |
| 6.     | Zapadna Njemačka               | 1     | 4      | 5      | 10     |
| 7.     | SSSR                           | 1     | 2      | 3      | 6      |
| 8.     | SAD                            | 0     | 2      | 2      | 4      |
| 9.     | Rusija                         | 0     | 1      | 0      | 1      |
| 10.    | Latvija                        | 0     | 0      | 1      | 1      |